# Латинска унија
Латинска унија (фр. Union Latine; кат. Unió Llatina) је бивша међународна организација састављена од земаља у којима се говоре неки од романских језика. Задатак Латинске уније је да промовише и шири заједничко наслеђе латино културе. Латинска унијa је основана 1954. године, потписивањем конституционог споразума у Мадриду. Формално је призната као институција 1983. године. Од тада, број чланова је порастао од 12 на 35 земаља на четири континента.
Унија је настала 1954. године у Мадриду, Шпанија. Почела је да ради 1983. године и њено чланство је порасло са 12 на 36 држава, укључујући земље Северне Америке, Јужне Америке, Северне Европе, Јужне Европе, Африке и Азијско-пацифичког региона.
Званични називи Латинске уније били су: Union Latine на француском, Unione Latina на италијанском, União Latina на португалском, Uniunea Latină на румунском, Unión Latina на шпанском и Unió Llatina на каталонском.
Због финансијских потешкоћа, Латинска унија је 26. јануара 2012. године објавила обуставу својих активности, распуштање свог Генералног секретаријата (на снази од 31. јула 2012.) и раскид радног односа за све запослене у организацији.

## Критеријуми
Постоји више критеријума које једна земља треба да задовољи да би постала чланица ове уније.
Лингвистички критеријуми
- Да је званични језик романски језик
- Да је романски језик језик образовања
- Да је романски језик језик медија и штампе

Лингвистичко-културални критеријуми
- Постојање развијене књижевности на неком романском језику
- Постојање штампе и публикација на неком романском језику
- Постојање телевизијских станица са знатним бројем програма на романском језику
- Постојање радио-станица са програмом који се емитује на неком романском језику и широким дометом

Културални критеријуми
- Постојање директног или индиректног римског наслеђа које држава покушава да одржи путем наставе латинског језика
- Образовање на другом страном романском језику, различитом од језика земље

Односи са другим латино земљама
- Друштвена организација, нарочито на пољу судства, планирана и базирана на поштовању основник слобода и основних принципа људских права и демократије, толеранције и слободе култа.

## Чланство
Према веб страници Латинске уније, чланство је било отворено за сваку нацију која испуњава следеће критеријуме:
- Лингвистички критеријуми:
  - Језик изведен из латинског као службени језик, који се користи у образовању и обично се користи у масовним медијима или у свакодневном животу
- Лингвистички/културолошки критеријуми:
  - Постојање значајне литературе на латинском језику
  - Штампа и публикације на латинском језику
  - Телевизија са великим уделом програма на језику који потиче од латинице
  - Радио који се широко емитује на језику који потиче од латинице
- Културни критеријуми:
  - Директно или индиректно наслеђе старог Рима, којем држава остаје верна и које одржава углавном кроз образовање латинског језика
  - Културно васпитање страних језика изведених из латинице
  - Програми размене са другим латинским земљама
  - Организација друштва, посебно у правном плану, заснована на поштовању основних слобода, општих принципа људских права и демократије, толеранције и слободе вероисповести

## Земље чланице
Следеће земље су чланице Латинске уније, распоређене на четири континента:
Шпански језик
Аргентина* | Боливија | Чиле | Колумбија | Костарика | Куба | Доминиканска Република | Еквадор | Салвадор | Шпанија | Филипини | Гватемала | Екваторијална Гвинеја | Хондурас | Мексико | Никарагва | Панама | Парагвај | Перу | Уругвај | Венецуела
Француски језик
Обала Слоноваче | Француска | Хаити | Монако | Сенегал
Италијански језик
Италија | Ватикан* | Сан Марино
Португалски језик
Ангола | Бразил | Зеленортска острва | Гвинеја Бисао | Мозамбик | Португал | Сао Томе и Принципе | Источни Тимор
Румунски језик
Молдавија | Румунија
Каталонски језик
Андора
(*) Стални посматрачи
Званични језици Латинске уније су шпански, француски, португалски, италијански, румунски и каталонски. Прва четири језика се користе у свакодневном раду Уније, и сви текстови опште дифузије морају бити преведени на та четири језика.